# Lista zabiegów operacyjnych
Poniższa lista wymienia zabiegi operacyjne, diagnostyczne i lecznicze stosowane obecnie i w przeszłości w medycynie.
A B C D E F G H I J K L Ł M N O P R S T U V W Z Przypisy

## A
- abdominoplastyka
- adenotomia
- adenomektomia
- adrenalektomia
- amputacja
- angioplastyka
- antromastoidektomia
- appendektomia
- artroskopia
- astragalektomia

## B
- bronchotomia

## C
- cholecystektomia
- cystogastrostomia

## D
- dekortykacja płuca
- diwertikulotomia

## F
- fundoplastyka

## G
- gastrektomia

## H
- hemikorporektomia
- heminefrektomia
- hemisferektomia
- hepatektomia
- hipofizektomia
- histerektomia

## I
- irydektomia

## K
- kalozotomia
- kolektomia
- kraniektomia
- kraniotomia

## L
- laminektomia
- laryngektomia
- laryngofisura
- ligacja jajowodu
- litotrypsja
- lobektomia
- lobotomia

## M
- mastektomia
- metastazektomia
- mukosektomia

## N
- nacięcie krocza
- nefrektomia
- nefrotomia

## O
- obrzezanie
- ooforektomia
- operacja Bassiniego
- operacja Billrotha
- operacja Brickera
- operacja Drapanasa
- operacja Girarda
- operacja Halstedta
- operacja Hartmanna
- operacja Jurasza
- operacja Lichtensteina
- operacja Milesa
- operacja Mogga
- operacja Norwooda
- operacja Nussa
- operacja Puestowa
- operacja Rutkowa
- operacja Rydygiera
- operacja Shouldice'a
- operacja Strassmana
- operacja Traverso-Longmire'a
- operacja Warrena
- operacja Whipple’a
- operacje korekty płci
- orbitotomia
- orchidektomia
- owarektomia
- owariektomia

## P
- papilotomia
- paracenteza
- pankreatoduodenektomia
- penektomia
- perikardiektomia
- plastyka Heinekego-Mikulicza
- prostatektomia

## R
- rynotomia

## S
- segmentektomia
- sfinkterotomia
- splenektomia

## T
- trachelektomia
- tyreoidektomia

## U
- ureterosigmoidostomia
- uwuloplastyka
- uwulopalatofaryngoplastyka

## W
- waginektomia
- wagotomia
- wazektomia
- wulwektomia
- wyłuszczenie kończyny

## Z
- zabieg Bentalla
- zabieg Crile’a
- zabieg Halsteda
- zabieg Pateya
- zabieg Urbana

Przeczytaj ostrzeżenie dotyczące informacji medycznych i pokrewnych zamieszczonych w Wikipedii.